# 鍾羽正
鍾羽正（1554年—1637年），字叔濂，號龍淵（龍源），山東青州府益都县鍾家莊人。晚明政治人物，東林黨人。

## 生平
萬曆四年（1576年）丙子科山東鄉試第二名舉人。萬曆八年（1580年）庚辰科進士。工部觀政，出任河南滑縣知縣，多有惠政。十三年徵授禮科給事中，十四年差巡视京营。十五年遷工科右給事中，养病。十六年复除吏科右，十八年升工科左，出視宣府邊務。以受賄劾罷兵部左侍郎、宣府巡撫許守謙、副總兵張充實等官員。還京，十九年升任吏科都給事中。劾禮部侍郎韓世能，薊遼總督蹇達，大理少卿楊四知、洪聲遠不稱職，楊四知、洪聲遠因此貶謫。
萬曆二十年（1592年）正月，禮科都給事中李獻可偕六科諸臣上疏請求為神宗長子朱常洛舉行“豫教之典”。神宗大怒，指摘其誤書弘治年號，違旨侮君，貶一秩調外，其餘人等奪俸半年。大學士王家屏將御批封還，神宗愈加不滿。鍾羽正與吏科給事中舒弘緒均上疏支持李獻可。神宗將弘緒調職南京，羽正及獻可以調任邊遠地區雜職。大學士趙誌臯論救，被斥責；吏科右給事中陳尚象又爭，貶斥為民。戶科左給事中孟養浩，御史鄒德泳，戶兵刑工四科都給事中丁懋遜、張棟、吳之佳、楊其休，禮科左給事中葉初春，各自上疏救。神宗怒不可遏，命將孟養浩廷杖一百，除名。鄒德泳、丁懋遜、張棟、吳之佳等六人貶一秩，外放為官。李獻可、鍾羽正、李弘緒除名。鍾羽正回鄉閉門讀書，家居近三十年。
光宗即位，起用為太僕寺少卿，尚未就職，改本寺正卿。天啟二年（1622年），吏部擬定鍾羽正為左副都御史，羽正不願位居僉都御史馮從吾之上，受僉都御史，而將讓副都御史讓與從吾。不久，改戶部右侍郎，監督倉場。天啟三年（1623年）春，官工部尚書。以“委身門戶”之罪被削，職奪官。崇禎時平反，復原官。《明史》有傳。與鄒元標、馮從吾等人並稱“西臺三正人”。

## 家族
曾祖父鍾子鑑，曾任聽選官；祖父鍾秀，曾任广宗知縣；父親鍾洲，曾任知县。母石氏。重庆下。弟羽經、羽教、羽綱、羽纪。

## 延伸阅读
[在维基数据编辑]
 《明史卷二百四十一》，出自《明史》